# Ernest Sym
Ernest Aleksander Sym (ur. 14 czerwca 1893 w Niepołomicach k. Krakowa, zm. 25 sierpnia 1950 w Warszawie) – polski biochemik, enzymolog. Badał mechanizm katalizy enzymatycznej zachodzącej przy udziale lipaz.

## Życiorys
Urodził się w rodzinie Antoniego, inżyniera leśnika, i Julianny Anny z domu Seppi. Jego braćmi byli: młodszy o 3 lata Karol Antoni Juliusz, późniejszy gwiazdor filmowy (znany jako Igo Sym) i Alfred Aleksander (1894–1973) – podporucznik kapelmistrz Wojska Polskiego, który po wojnie osiedlił się w Austrii i tam zrobił karierę jako kompozytor muzyki poważnej.
W latach 1896–1904 mieszkał w Innsbrucku, gdzie ukończył szkołę powszechną. Młodość spędził we Lwowie, ucząc się w tamtejszym gimnazjum realnym (matura w 1912). W latach 1912–1914 odbył służbę w austriackiej marynarce wojennej, po czym walczył w wojnie światowej. W roku akademickim 1917/1918 rozpoczął studia na Wydziale Chemicznym Politechniki Lwowskiej. Jednocześnie do 1920 pracował jako chemik we lwowskiej Fabryce Wód Mineralnych i Mydła. Następnie służył w Wojsku Polskim w stopniu starszego kanoniera. W 1922 został przyjęty na pierwszy rok studiów w Lwowskiej Akademii Weterynaryjnej.
W 1925 przeniósł się do Warszawy, gdzie kontynuował studia weterynaryjne i chemiczne na UW, a w 1927 zaczął studia na Wydziale Matematyczno-Przyrodniczym tej uczelni. W 1927 – na dwa lata przed uzyskaniem dyplomu lekarza weterynarii – u prof. Stanisława Przyłęckiego (kierownika Zakładu Chemii Fizjologicznej Wydziału Weterynaryjnego) rozpoczął owocne badania nad enzymami grupy esteraz.
W 1930 wyjechał na staże zagraniczne (jako stypendysta Funduszu Kultury Narodowej):
- w latach 1930–1931 w Sztokholmie pod kierunkiem Hansa von Eulera pracował nad katalizą enzymatyczną
- w 1930 pracował w Kaiser-Wilhelm-Institut w Berlinie u prof. Carla Neuberga.

W 1932 otrzymał stopień doktora filozofii w dziedzinie chemii na Wydziale Matematyczno-Przyrodniczym UW, w październiku 1933 odbyło się jego kolokwium habilitacyjne, a w 1934 otrzymał zatwierdzenie habilitacji. W tymże roku zaczął samodzielnie kierować Zakładem Chemii Ogólnej i Fizjologicznej Wydziału Weterynarii UW. W 1937 otrzymał nominację na profesora nadzwyczajnego.
Na kilka lat przed II wojną światową przestawił się na badania w dziedzinie metabolizmu prątków gruźlicy, pracując w Miejskim Sanatorium w Otwocku. Kontynuował je w latach wojny w fabryce farmaceutycznej Nasierowskiego (1940–1941) oraz kierując działem chemii Państwowego Zakładu Higieny w Warszawie, gdzie prowadził głęboko zakonspirowaną pracę badawczą i dydaktyczną. W czasie okupacji prowadził też nielegalną produkcję materiałów wybuchowych, zapalających, paliw, a także toksyn bakteryjnych dla AK. Brał udział w powstaniu warszawskim w Zgrupowaniu „Krybar”, ps. dr Tulski. 5 września 1944 wywieziony z ludnością cywilną do obozu w Pruszkowie, uciekł z transportu. Początkowo ukrywał się w Grodzisku Mazowieckim, od grudnia 1944 do stycznia 1945 w Iłży.
W marcu i kwietniu 1945 zaczął tworzyć w Łodzi Zakład Chemii Lekarskiej, który wszedł w skład utworzonego później Uniwersytetu Łódzkiego jako Katedra Chemii Ogólnej i Fizjologicznej Wydziału Lekarskiego. Jednocześnie kierował działem chemii Państwowego Zakładu Higieny, przeniesionego tymczasowo do Łodzi.

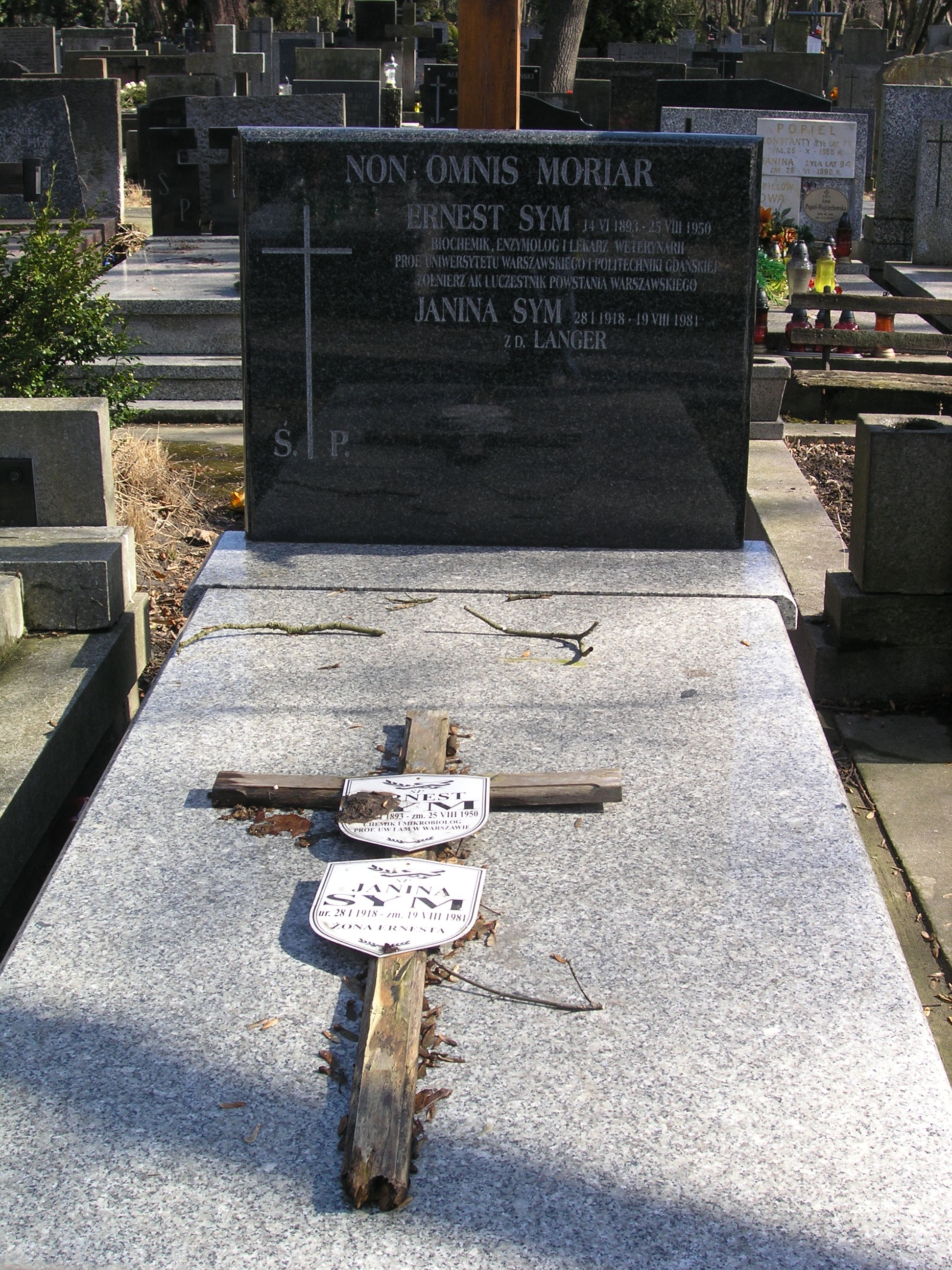
Grób Ernesta Syma na cmentarzu Powązkowskim w Warszawie (marzec 2012)

W październiku 1946 przeniósł się do Gdańska, gdzie do 1950 był profesorem chemii na dwóch uczelniach: Politechnice Gdańskiej (przejął kierownictwo Zakładu Chemii Spożywczej, stworzonego przez Wacława Szybalskiego) oraz na Wydziale Farmaceutycznym Akademii Lekarskiej). Był też kierownikiem działu naukowego Instytutu Medycyny Morskiej i Tropikalnej, stworzonego przez prof. Jerzego Morzyckiego. W 1950 przeniósł się do Warszawy, by objąć utworzoną dla niego 5 maja 1950 Katedrę Chemii Ogólnej w Akademii Medycznej.
W 1950 otrzymał Państwową Nagrodę Naukową II stopnia w dziedzinie nauk lekarskich za prace z zakresu biochemii, ważne dla zwalczania gruźlicy.
Dwukrotnie żonaty. Po raz pierwszy z Marią z domu Lewińską, żołnierką AK, ps. Stasia, która poległa 6 września 1944 w czasie powstania warszawskiego; po raz drugi się ożenił z Janiną z domu Langer (1918–1981). Jego syn Antoni Jan (1946–2021), był profesorem nauk fizycznych UW.
Zginął w wypadku samochodowym na przedmieściach Warszawy, pochowany na cmentarzu Powązkowskim (kwatera 132-6-18).
Materiały archiwalne Ernesta Syma znajdują się w PAN Archiwum w Warszawie pod sygnaturą III-40.

## Dokonania naukowe
W latach 1928–1950 opublikował ponad 50 publikacji naukowych. Badał kinetykę reakcji enzymatycznych, wykazując, m.in., że esterazy i lipazy są to zasadniczo te same enzymy.
Pracował nad aktywnością hydrolityczną, a szczególnie syntetyczną lipaz. Badając czynniki przyspieszające działanie esteraz, stwierdził, że zwiększają one rozpuszczalność kwasów tłuszczowych w wodzie. To skłoniło go do badania wpływu rozpuszczalników organicznych na reakcje esteraz i doprowadziło do jego największego odkrycia, że enzymy są aktywne nawet w prawie czystych rozpuszczalnikach organicznych. W tytułach swoich prac w latach 1936–1937 wyraźnie podkreślał wpływ rozpuszczalników organicznych na syntezę estrów przez esterazy.
Zajmował się m.in.
- katalizą esterazową,
- syntezą estrów (wysunął oryginalną hipotezę mechanizmu katalizy esterazowej, polegającej na aktywowaniu alkoholu i estru przez protonowanie)
- metabolizmem prątków gruźlicy
- stworzył podstawy nowej dziedziny – enzymologii, opartej na biokatalicznym działaniu esteraz w środowiskach niewodnych, na czym opiera się cały nowy światowy przemysł syntezy estrów
- badał kinetykę reakcji enzymatycznych, wykazując, m.in., że esterazy i lipazy są to zasadniczo te same enzymy
- pracował nad aktywnością hydrolityczną, a szczególnie syntetyczną lipaz
- badając czynniki przyspieszające działanie esteraz, stwierdził, że zwiększają one rozpuszczalność kwasów tłuszczowych w wodzie, co skłoniło go do badania wpływu rozpuszczalników organicznych na reakcje esteraz i doprowadziło do największego odkrycia, że enzymy są aktywne nawet w prawie czystych rozpuszczalnikach organicznych.

Był członkiem Towarzystwa Naukowego Warszawskiego i PAU.

## Upamiętnienie
Od 2002 Wydział Chemiczny Politechniki Gdańskiej przyznaje nagrodę dla młodych naukowców imienia Ernesta Syma.